# تلفزيون الصين المركزي CCTV-9
CCTV-9 هي القناة التاسعة التلفزيونية الوطنية لجمهورية الصين الشعبية. و هي قناة وثائقية ناطقة بالصينية والإنجليزية تنتمي إلى تلفزيون الصين المركزي (بالماندرين:中国中央电视台)، و هي واحدة من المؤسسات الحكومية الرسمية الصينية.
ظهرت في 2011، و هي قناة متخصصة ضمن مجموعة "CCTV" وتبث على أقمار صناعية مختلفة في جميع أنحاء العالم، 24 ساعة على 24.

## البرنامج
تبث القناة عدة برامج وثائقية بالصينية والإنجليزية، وهي مختلفة ومتنوعة البرامج.

## مقالات ذات صلة
- تلفزيون الصين المركزي.
- مقر تلفزيون الصين المركزي.

## روابط خارجية
- الموقع الرسمي لقناة CCTV-9.